# Code d'Ur-Namma

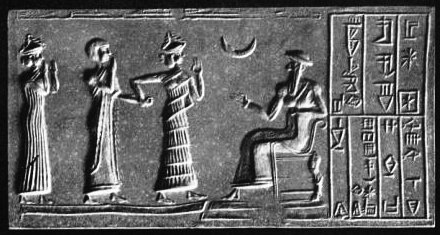
Ur-Nammu (assis) reçoit une délégation (sceau imprimé, vers -2100).

Le Code d'Ur-Namma est la plus ancienne tablette contenant un code juridique qui nous soit parvenue. Elle fut rédigée en sumérien vers 2100-2050 av. J.-C., à l'époque de la troisième dynastie d'Ur. Bien que le préambule attribue directement les lois au souverain Ur-Namma de la cité d'Ur (2112-2095 av. J.-C.), certains historiens estiment qu'il pourrait s'agir de l'œuvre de son fils Shulgi.

## Sources
Le Code d'Ur-Namma n'est pas connu par des exemplaires de son époque, mais par des copies postérieures. Il était inscrit sur une ou plusieurs statues représentant le roi, qui ont disparu, mais à partir de laquelle ou desquelles il a été recopié par des scribes à l'époque paléo-babylonienne (v. 1900-1600 av. J.-C.). Le premier exemplaire de copie du code fut découvert en deux fragments à Nippur, puis fut traduit par Samuel Kramer en 1952. L'état partiellement détruit de l'exemplaire ne permit de lire que le prologue ainsi que seulement cinq lois. Des tablettes furent ensuite trouvées à Ur puis traduites en 1965 permettant la reconstitution de près de 40 des 57 lois que comprend le texte. Un autre exemplaire découvert à Sippar contient de légères variantes.

## Contenu
Les lois sont exprimées sous la forme casuistique : si (un crime est commis), alors (un châtiment est appliqué). Il s'agit là d'un modèle qui sera par la suite imité dans les codes suivants. Pour l'un des plus anciens codes juridiques connus, l'avancée est remarquable. Il institue, par exemple, une forme de compensation financière en cas d'atteinte physique, que l'on peut opposer à la loi du Talion (« œil pour œil, dent pour dent ») principe de base du droit babylonien. Les actes de meurtre, vol, adultère et viol restent cependant punis de la peine capitale.
Le code révèle ainsi un aperçu de l'ordre social en place au cours de la période d'Ur III. En dehors du lu-gal ("le grand homme" ou le roi), les membres de la société étaient divisés en deux grandes catégories sociales : les "lu" ou hommes libres, et les esclaves (arad au masculin, geme au féminin). Le fils d'un lu était appelé dumu-nita jusqu'à son mariage où il devenait un "jeune homme" (gurus). Une femme (munus) passait du statut de fille (dumu-mi) à celui d'épouse (dam). Si elle venait à perdre son mari, une veuve (nu-ma-su) pouvait se remarier.

## Extrait
Le préambule, typique des codes juridiques mésopotamiens, invoque les divinités pour le royaume de Ur-Namma et décrète « l'équité dans le pays ».
Parmi les lois qui nous sont parvenues figurent notamment :
1. Si un homme commet un meurtre, cet homme doit être mis à mort.
2. Si un homme commet un vol, il sera mis à mort.
3. Si un homme commet un enlèvement, il sera emprisonné et devra payer 15 sicles d'argent[N 1].
4. Si un esclave épouse une esclave, et que cet esclave est affranchi, il ne quitte pas la maison.
5. Si un esclave épouse une personne native [c'est-à-dire libre], il doit remettre son premier-né mâle à son propriétaire.
6. Si un homme viole le droit d'un autre et déshonore la femme vierge d'un jeune homme, ils tueront cet homme.
7. Si la femme d'un homme part avec un autre homme et que celui-ci couche avec elle, ils tueront cette femme, mais cet homme sera libéré. (§4 dans certaines traductions)
8. Si un homme procède par la force et déshonore la femme vierge esclave d'un autre homme, cet homme devra payer cinq sicles d'argent. (§5)
9. Si un homme divorce de sa première femme, il lui donnera une mine d'argent. (§6)
10. S'il s'agit d'une (ancienne) veuve, il lui donnera une demi-mine d'argent. (§7)
11. Si l'homme a couché avec la veuve sans qu'il y ait eu de contrat de mariage, il n'aura pas à payer d'argent. (§8)
12. Si un homme est accusé de sorcellerie [traduction contestée], il doit subir l'épreuve de l'eau ; s'il est innocenté, son accusateur doit payer trois sicles. (§10)
13. Si un homme accuse la femme d'un autre homme d'adultère et que l'épreuve de l'eau la déclare innocente, l'homme qui l'a accusée doit payer un tiers de mine d'argent. (§11)
14. Si un futur gendre entre dans la maison de son futur beau-père, mais que celui-ci donne ensuite sa fille à un autre homme, le beau-père doit rendre au gendre rejeté le double de la dot qu'il avait apportée. (§12)
15. Si un esclave s'enfuit hors des limites de la ville et que quelqu'un le ramène, le propriétaire paiera deux sicles à celui qui l'a ramené. (§14)
16. Si un homme crève l'œil d'un autre homme, il paiera une demi-mine d'argent. (§15)
17. Si un homme a coupé le pied d'un autre homme, il paiera dix sicles. (§16)
18. Si un homme, au cours d'une bagarre, brise le membre d'un autre homme avec un bâton, il paiera une mine d'argent. (§17)
19. Si quelqu'un coupe le nez d'un autre homme avec un couteau de cuivre, il devra payer les deux tiers d'une mine d'argent. (§18)
20. Si un homme casse une dent à un autre homme, il paiera deux sicles d'argent. (§19)
21. [texte détruit] S'il n'a pas d'esclave, il devra payer 10 sicles d'argent. S'il n'a pas d'argent, il devra donner une autre chose qui lui appartient. (§21)
22. Si une esclave, se comparant à sa maîtresse, parle avec insolence à son maître, sa bouche sera lavée avec un quartier de sel. (§22)
23. Si un homme se présente comme témoin et se révèle être un parjure, il devra payer quinze sicles d'argent. (§25)
24. Si un homme se présente comme témoin, mais se rétracte, il devra payer une somme équivalente à la valeur du litige. (§26)
25. Si un homme cultive clandestinement le champ d'un autre homme et que celui-ci porte plainte, celle-ci sera toutefois rejetée et cet homme perdra ses frais. (§27)
26. Si un homme inonde le champ d'un autre homme, il devra verser trois kur d'orge par iku de champ. (§28)
27. Si un homme a loué un champ arable à un autre homme pour qu'il le cultive, mais que celui-ci ne l'a pas cultivé et l'a laissé en friche, il devra verser trois kur d'orge par iku de champ. (§29)